# Моралевич, Александр Юрьевич
Александр Юрьевич Моралевич (1936—2012) — фельетонист журнала «Крокодил» 1963—1991 годов.

## Биография
Член Союза писателей СССР.
В 1963 году поступил на работу в журнал «Крокодил», проработал в редакции до 1991 г.
Лауреат журналистской премии «Золотое перо» за лучший фельетон в 1964, 1966, 1967, 1969, 1972, 1975, 1976, 1979, 1984, 1986, 1987, 1988, 1990 гг.
Псевдонимы: Ф. Коровьев, А. Кленов
Книги А. Моралевича в «Библиотеке Крокодила» иллюстрировали: 
- Андрей Крылов («Когда пустота в голове» (1966))
- Герман Огородников («Маэстро, точите лопату!» (1969) и «Над вечным покоем» (1978))
- Евгений Шабельник («Без бубенцов» (1972) и «Удар, ещё удар!» (1987))
- Владимир Шкарбан («Доктор паук» (1975) и «Пуховый птенец пингвина» (1981))
- Евгений Щеглов («Не в бровь, а в пах» (1984)).

## Фельетоны
- «Назначьте классиком»
- «Из шомполки без охулки»
- «Кота в мешке»
- «За хвевраль в хвеврале»
- «Пимен, Сергей, Аристарх»
- «Чем вы платите за проезд?»
- Двухтомник «Проконтра» (выборочные главы напечатаны в «Новый крокодил». 2002. № 3)